# Alexis Mac Allister
Pour les articles homonymes, voir McAllister.
Alexis Mac Allister, né le 24 décembre 1998 à Santa Rosa en Argentine, est un footballeur international argentin qui évolue au poste de milieu offensif au Liverpool FC.
Il possède également les nationalités britannique et irlandaise.

## Biographie

### Argentinos Juniors (2016-2019)
Né à Santa Rosa en Argentine, Alexis Mac Allister est formé par le club d'Argentinos Juniors, où il débute en professionnel en 2016, alors que le club évolue en deuxième division. Argentinos Juniors termine premier du championnat, et se voit donc promu à l'échelon supérieur tout en étant sacré. Mac Allister obtient donc son premier trophée.
Il joue son premier match dans l'élite du football argentin le 9 septembre 2017, face au CA Patronato. Son équipe s'incline ce jour-là sur le score de deux buts à un. Le 6 mars 2018, Mac Allister est l'auteur d'une performance remarquable en marquant un but et en délivrant une passe décisive face à l'un des cadors du championnat, Boca Juniors. Impliqué sur les deux seuls buts du match, il permet donc à son équipe de s'imposer ce jour-là.
Le 24 janvier 2019, Mac Allister signe en faveur de Brighton & Hove Albion, mais il est laissé à son club formateur dans un premier temps.

### Boca Juniors (2019-2020)
Le 19 juin 2019 est annoncé le prêt de Alexis Mac Allister par Brighton & Hove Albion à Boca Juniors pour la saison 2019-2020,. Le 5 août de la même année, il joue son premier match pour Boca face au CA Patronato, contre qui son équipe s'impose (0-2).

### Brighton & Hove Albion (2019-2023)
Alexis Mac Allister arrive à Brighton & Hove Albion en janvier 2020, à la fin de son prêt à Boca Juniors, et joue son premier match sous les couleurs des Seagulls le 7 mars 2020, lors d'une rencontre de Premier League contre Wolverhampton Wanderers. Il entre en jeu à la place de Solly March et les deux équipes se neutralisent (0-0),.
Mac Allister inscrit son premier but pour Brighton le 17 septembre 2020, à l'occasion d'une rencontre de coupe de la Ligue anglaise contre le Portsmouth FC. Titulaire ce jour-là, il contribue à la victoire de son équipe par quatre buts à zéro,. Il marque son premier but en Premier League le 18 octobre 2020, contre Crystal Palace. Entré en jeu à la place d'Adam Lallana, il marque le but égalisateur de son équipe (1-1 score final). Durant cette saison, et notamment à partir de janvier 2021, il devient un joueur régulièrement utilisé par l'entraîneur Graham Potter et est notamment auteur de deux passes décisives.
En octobre 2022, l'Argentin prolonge son contrat avec le club anglais jusqu'en juin 2025.

### Liverpool (depuis 2023)
Le 8 juin 2023, Alexis Mac Allister signe avec Liverpool FC pour un montant d'environ 41 millions d'euros.
Au sein d'un milieu de terrain remanié pendant l'intersaison, il joue son premier match pour Liverpool le 13 août 2023, à l'occasion de la première journée de la saison 2023-2024 de Premier League, contre le Chelsea FC. Il est titularisé et les deux équipes se neutralisent (1-1 score final). Le 3 décembre 2023, lors de la 14e journée du championnat d'Angleterre, Alexis Mac Allister, d'une frappe en pleine lucarne, inscrit son tout premier but sous les couleurs de Liverpool FC contre le Fulham FC. Ce soir-là, son équipe s'impose par quatre buts à trois,. En première partie de saison, il évolue en sentinelle dans un milieu à trois avant d'être replacé à un des deux postes de relayeur, Wataru Endō reprenant la position de sentinelle. Durant la saison, il réussit à au moins inscrire un but ou réaliser une passe décisive lors de six rencontres consécutives, dépassant pour un milieu de terrain de Liverpool une performance passée de Steven Gerrard.

### En sélection
Alexis Mac Allister honore sa première sélection avec l'équipe nationale d'Argentine le 6 septembre 2019, lors d'un match amical face au Chili. Il entre en jeu à la place de Paulo Dybala ce jour-là, et les deux équipes se séparent sur un match nul (0-0). Cinq jours plus tard, il obtient sa première titularisation, lors d'une rencontre amicale face au Mexique. Les Argentins s'imposent sur le large score de quatre buts à zéro.
Le 11 novembre 2022, Mac Allister est sélectionné par Lionel Scaloni pour participer à la Coupe du monde 2022 Le 30 novembre 2022, lors du troisième match de la phase de groupe contre la Pologne, Alexis Mac Allister inscrit son premier but sous les couleurs de L'Albiceleste à la 46e minute de jeu. Il marque sur une reprise d'un centre en retrait de Nahuel Molina venant du côté droit. Ce jour-là, les Argentins s'imposent par deux buts à zéro et se qualifient du même coup pour le tour suivant,. Il est titulaire durant la compétition, qui voit l'Argentine accéder à la finale face à la France le 18 décembre 2022. Mac Allister se montre notamment décisif en délivrant une passe décisive pour Ángel Di María sur le deuxième but des Argentins. Au bout du suspense, les deux équipes se neutralisent, allant jusqu'aux prolongations (3-3), avant de se départager aux tirs au but. L'Argentine sort vainqueur de cette séance et est sacrée championne du monde.
En mai 2024, il figure dans une liste élargie de 29 joueurs convoqués par Lionel Scaloni en vue de la Copa América 2024 puis il fait partie de la liste définitive de 26 joueurs publiée le 15 juin,.

## Vie personnelle
Alexis Mac Allister est le fils de Carlos Mac Allister, ancien joueur international argentin d'origine écossaise et irlandaise. Son frère, Kevin Mac Allister, est également footballeur professionnel,.

## Statistiques
| Saison                | Club                     | Championnat           | Championnat | Championnat | Championnat | Coupe nationale | Coupe nationale | Coupe nationale | Coupe de la Ligue | Coupe de la Ligue | Coupe de la Ligue | Supercoupe | Supercoupe | Supercoupe | Compétition(s) continentale(s) | Compétition(s) continentale(s) | Compétition(s) continentale(s) | Compétition(s) continentale(s) | Total | Total | Total |
| Saison                | Club                     | Division              | M.          | B.          | P.d.        | M.              | B.              | P.d.            | M.                | B.                | P.d.              | M.         | B.         | P.d.       | Comp.                          | M.                             | B.                             | P.d.                           | M.    | B.    | P.d.  |
| 2016-2017             | Argentinos Juniors       | Primera B Nacional    | 24          | 3           | 0           | 1               | 0               | 0               | -                 | -                 | -                 | -          | -          | -          | -                              | -                              | -                              | -                              | 25    | 3     | 0     |
| 2017-2018             | Argentinos Juniors       | Superliga             | 25          | 2           | 6           | 3               | 1               | 0               | -                 | -                 | -                 | -          | -          | -          | -                              | -                              | -                              | -                              | 28    | 3     | 6     |
| 2018-2019             | Argentinos Juniors       | Superliga             | 19          | 5           | 0           | -               | -               | -               | 7                 | 1                 | 2                 | -          | -          | -          | CS                             | 4                              | 0                              | 1                              | 30    | 6     | 3     |
| Sous-total            | Sous-total               | Sous-total            | 68          | 10          | 6           | 4               | 1               | 0               | 7                 | 1                 | 2                 | -          | -          | -          | -                              | 4                              | 0                              | 1                              | 83    | 12    | 9     |
| 2018-2019             | Boca Juniors             | Superliga             | -           | -           | -           | -               | -               | -               | 1                 | 0                 | 0                 | -          | -          | -          | CL                             | 6                              | 1                              | 2                              | 7     | 1     | 2     |
| 2019-2020             | Boca Juniors             | Superliga             | 13          | 1           | 1           | -               | -               | -               | -                 | -                 | -                 | -          | -          | -          | -                              | -                              | -                              | -                              | 13    | 1     | 1     |
| Sous-total            | Sous-total               | Sous-total            | 13          | 1           | 1           | -               | -               | -               | 1                 | 0                 | 0                 | -          | -          | -          | -                              | 6                              | 1                              | 2                              | 20    | 2     | 3     |
| 2019-2020             | Brighton and Hove Albion | Premier League        | 9           | 0           | 0           | -               | -               | -               | -                 | -                 | -                 | -          | -          | -          | -                              | -                              | -                              | -                              | 9     | 0     | 0     |
| 2020-2021             | Brighton and Hove Albion | Premier League        | 21          | 1           | 1           | 3               | 0               | 1               | 3                 | 2                 | 0                 | -          | -          | -          | -                              | -                              | -                              | -                              | 27    | 3     | 2     |
| 2021-2022             | Brighton and Hove Albion | Premier League        | 33          | 5           | 2           | 1               | 0               | 0               | 2                 | 0                 | 2                 | -          | -          | -          | -                              | -                              | -                              | -                              | 36    | 5     | 4     |
| 2022-2023             | Brighton and Hove Albion | Premier League        | 35          | 10          | 2           | 5               | 2               | 1               | -                 | -                 | -                 | -          | -          | -          | -                              | -                              | -                              | -                              | 40    | 12    | 3     |
| Sous-total            | Sous-total               | Sous-total            | 98          | 16          | 5           | 9               | 2               | 3               | 5                 | 2                 | 2                 | -          | -          | -          | -                              | -                              | -                              | -                              | 112   | 20    | 10    |
| 2023-2024             | Liverpool FC             | Premier League        | 33          | 5           | 5           | 3               | 1               | 0               | 4                 | 0                 | 0                 | -          | -          | -          | C3                             | 6                              | 1                              | 2                              | 46    | 7     | 7     |
| 2024-2025             | Liverpool FC             | Premier League        | 35          | 5           | 5           | -               | -               | -               | 6                 | 0                 | 1                 | -          | -          | -          | C1                             | 8                              | 2                              | 0                              | 49    | 7     | 6     |
| 2025-2026             | Liverpool FC             | Premier League        | 1           | 0           | 1           | -               | -               | -               | 0                 | 0                 | 0                 | 1          | 0          | 0          | C1                             | 0                              | 0                              | 0                              | 2     | 0     | 1     |
| Sous-total            | Sous-total               | Sous-total            | 69          | 10          | 11          | 3               | 1               | 0               | 10                | 0                 | 1                 | 1          | 0          | 0          | -                              | 14                             | 3                              | 2                              | 97    | 14    | 14    |
| Total sur la carrière | Total sur la carrière    | Total sur la carrière | 248         | 37          | 23          | 16              | 4               | 3               | 23                | 3                 | 2                 | 1          | 0          | 0          | -                              | 24                             | 4                              | 5                              | 312   | 48    | 33    |

### En sélection nationale
| Saison                | Sélection             | Phases finales        | Phases finales | Phases finales | Phases finales | Éliminatoires CDM | Éliminatoires CDM | Éliminatoires CDM | Matchs amicaux | Matchs amicaux | Matchs amicaux | Total | Total | Total |
| Saison                | Sélection             | Compétition           | M              | B              | Pd             | M                 | B                 | Pd                | M              | B              | Pd             | M     | B     | Pd    |
| --------------------- | --------------------- | --------------------- | -------------- | -------------- | -------------- | ----------------- | ----------------- | ----------------- | -------------- | -------------- | -------------- | ----- | ----- | ----- |
| 2019-2020             | Argentine             | -                     | -              | -              | -              | -                 | -                 | -                 | 2              | 0              | 0              | 2     | 0     | 0     |
| 2020-2021             | Argentine             | -                     | -              | -              | -              | 0                 | 0                 | 0                 | -              | -              | -              | 0     | 0     | 0     |
| 2021-2022             | Argentine             | Finalissima 2022      | 0              | 0              | 0              | 2                 | 0                 | 0                 | 1              | 0              | 0              | 3     | 0     | 0     |
| 2022-2023             | Argentine             | Coupe du monde 2022   | 6              | 1              | 1              | -                 | -                 | -                 | 6              | 0              | 1              | 12    | 1     | 2     |
| 2023-2024             | Argentine             | Copa América 2024     | 5              | 0              | 2              | 6                 | 0                 | 0                 | 3              | 1              | 0              | 14    | 1     | 2     |
| 2024-2025             | Argentine             | -                     | -              | -              | -              | 7                 | 2                 | 0                 | -              | -              | -              | 7     | 2     | 0     |
| Total sur la carrière | Total sur la carrière | Total sur la carrière | 11             | 1              | 3              | 15                | 2                 | 0                 | 12             | 1              | 1              | 38    | 4     | 4     |

## Palmarès

### En club
| Liverpool FC (2)                                                                                           |
| --- |
| - Premier League (1) : - Vainqueur : 2025 - Coupe de la Ligue (1) : - Vainqueur : 2024 - Finaliste en 2025 |

### En équipe nationale
| Argentine (3) |
| --- |
| - Coupe des Champions CONMEBOL-UEFA (1) : - Vainqueur : 2022 - Coupe du Monde (1) : - Vainqueur : 2022 - Copa América (1) : - Troisième : 2019 - Vainqueur : 2024 |